# Salto Kawi

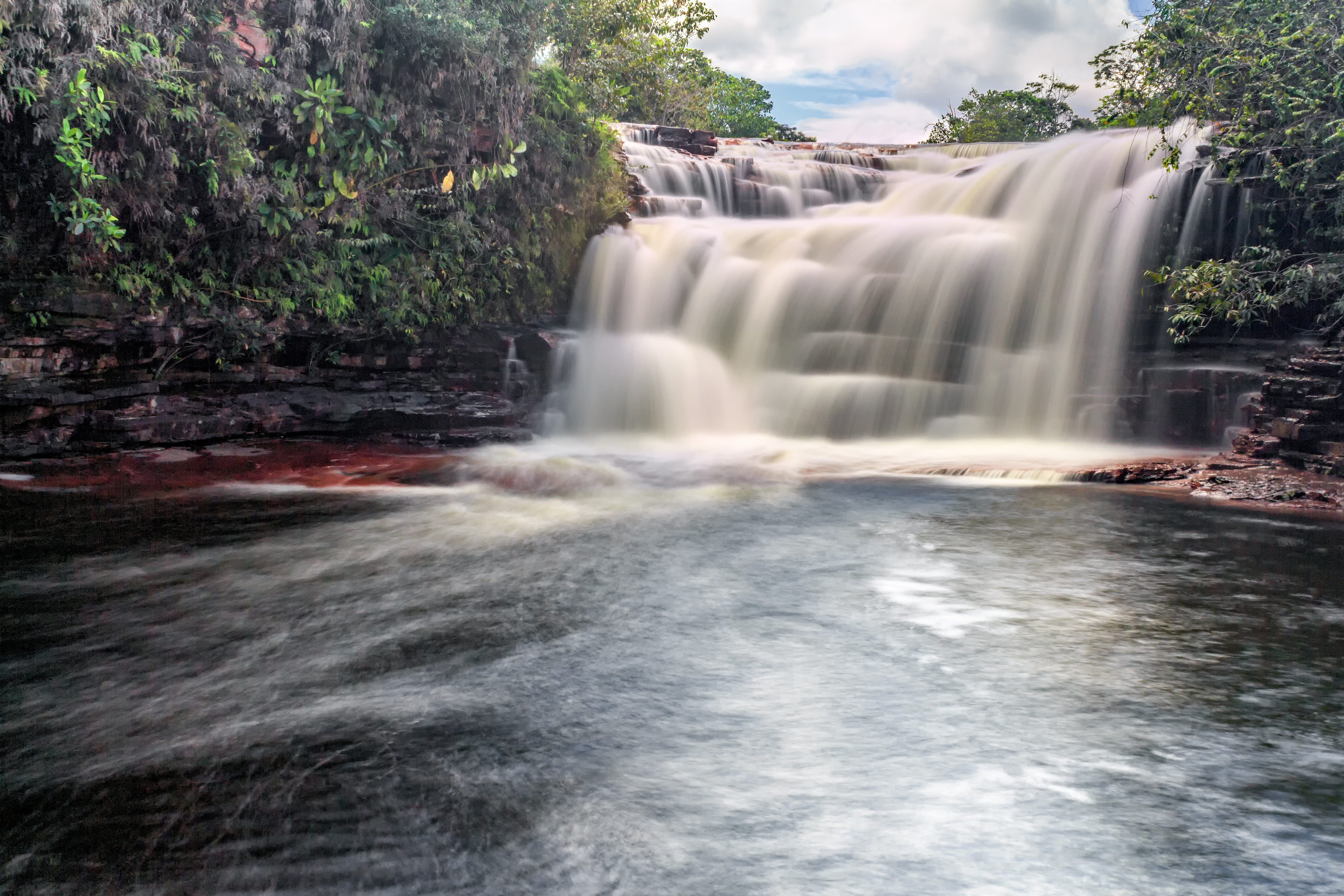
Salto Kawi.

El Salto Kawi (Kawí Merú) es un salto de agua situada en el kilómetro 198 de la carretera que une El Dorado con Santa Elena de Uairén, en la zona oriental del Parque nacional Canaima, en Venezuela.
Compuesto por una inmensa laja de jaspe que abarca tres saltos de agua vecinos, muy cercanos a la zona de acampar, representa un hermoso espectáculo y una locación estratégica para acampar en relativa proximidad a otros importantes puntos de interés en la Gran Sabana.
Un angosto y abrupto camino de tierra y piedras lleva al salto principal, de unos 9 metros de alto que cae en un lago de profundidad media de 8 a 10 metros. El salto es de tipo escalonado y la temperatura promedio es de 10 a 12 grados.
Caminando río arriba, a unos 200 metros se encuentra otro salto de casi dos metros de altura, a un lado del salto es posible llegar a un tercero, unos 100 metros corriente arriba similar a este descrito.
La localización del salto en el km. 198 lo hace estratégico al estar casi a mitad de camino entre San Isidro y Santa Elena de Uairén. Unos 40 kilómetros la separan de los rápidos de Kamoirán (estación de servicio, posada y restaurante) y unos 120 kilómetros la separan de Santa Elena de Uairén, cabecera del municipio Gran Sabana.
- Datos: Q6117535
- Multimedia: Salto Kawi / Q6117535